# Pearls of Passion
Pearls of Passion je prvi studijski album švedskog sastava Roxette. Originalno izdanje objavljeno je, osim u Švedskoj, samo u Kanadi. Singlovi s albuma su: "Neverending Love", "Goodbye to You", "Soul Deep" i "I Call Your Name".

## Popis pjesama
Sve pjesme napisao je i uglazbio Per Gessle, osim gdje je drugačije navedeno.
1. "Soul Deep" - 3:41
2. "Secrets That She Keeps" - 3:48
3. "Goodbye to You" - 4:03
4. "I Call Your Name" - 3:39
5. "Surrender" - 4:23
6. "Voices" (glazba: Marie Fredriksson i Per Andersson) - 4:46
7. "Neverending Love" - 3:30
8. "Call of the Wild" - 4:32
9. "Joy of a Toy" (glazba: Mats Persson i Per Gessle) - 3:09
10. "From One Heart To Another" - 4:11
11. "Like Lovers Do" - 3:25
12. "So Far Away" (tekstovi: Per Gessle i Hasse Huss) - 5:17

## Izvođači
- vokali – Per Gessle i Marie Fredriksson
- klavijature – Clarence Öfwerman
- gitare – Jonas Isacsson
- bas – Tommy Cassemar
- bubnjevi – Pelle Alsing